# 高阳 (作家)
高陽（1922年4月11日—1992年6月6日），本名許晏駢，譜名儒鴻，字雁冰，笔名高陽、史魚、孺洪等，以筆名「高陽」行。浙江杭州人，為中華民國當代作家，以歷史小說著稱，精通清代歷史掌故。善於以細膩的描敘烘托氛圍，使人如親臨其境，近古歷史小說創作者未有第二人。河北高陽原為許姓郡望。家族聚居于錢塘橫河橋，至清末有四世尚書。性嗜酒，有一說其筆名「高陽」是出自「高陽酒徒」的歷史典故，其實為誤。 許氏多郡望，長年世居多處。高陽筆名源於其世家高陽郡。因此高陽許氏。

## 簡介
其父許寶璞為清秀才，壯年早逝，由母親黃婉教養成人。
抗戰結束後，從事新聞工作。大学中途退学，考入國民政府空军军官学校書記，后在1949年随军赴台湾，駐居岡山。於軍中刊物、文藝活動中顯露才華。
1951年，高阳开始了他的小說创作历程（高陽早期的寫作主題不是歷史，而是言情諜報的通俗小說）。
1957年任中華民國國防部参谋总长王叔铭秘书，隨其調往台北。因此開始進入台北文壇，文名漸起。
1959年，以中華民國空軍上尉軍銜退伍，進入報界。在《中華日報》擔任主筆多年（後曾升任主編）以及《中央日报》特约主笔。亦因結識人稱「當代孟甞」的聯合報系董事長王惕吾先生的關係，在《聯合報》擔任特約小說作家，王老亦因愛才，才在高陽一生之中替其償還了不少債務，還曾撥了一棟房子供其居住。對於這些事，王惕吾先生曾說過：「像高陽這樣一位有才華的文人，他要求的不多，我負擔得起，不像有些才華不高的文人，卻要求的很多，那就不是我負擔得起囉！」。甚至到了高陽晚年臥病在床，因為不懂得投資保險，其醫藥費都還是王惕吾先生代墊的。病中之高陽心有所感曾在《病中手記》寫道：「我在少年輕狂時期，曾有一聯：天生傲骨難諧俗，養就雄心不受憐。惕老憐我，不是恤老憐貧之憐，而是憐才愛士之憐，每念及此，熱淚盈眶……」。
1962年，其長篇小說處女作《李娃傳》問世．並在這本小說上首次署名筆名「高陽」，從此洛陽紙貴一戰成名。
1989年訪泰山，因過度勞累，加上畢生嗜酒, 從此體況一落千丈。
1992年6月6日，高陽先生病逝於台北榮民總醫院。
一生创作颇丰，著作约90餘部，105册，读者遍及全球华人世界。其中代表性作品有《胡雪巖》三部曲、《慈禧全传》、《紅樓夢斷》全集等。高阳的作品中对于清代历史有着独特的研究深度，也是他最为拿手的部分。他也是著名的紅學家。出版家霍寶珍曾言：「中國大陸有十一億人口，也沒有出過一個高陽」。亦著有《明朝的皇帝》。

## 主要著作列表

### 小說
- 《猛虎與薔薇》
- 《霏霏》
- 《落花生》
- 《紅葉之戀》
- 《凌霄曲》
- 《花落花開》
- 《避情港》
- 《紅塵》
- 《桐花鳳》
- 《驚蟄》
- 《李娃》
- 《愛巢》
- 《風塵三俠》
- 《少年遊》
- 《金色的夢》
- 《淡江紅》
- 《荊軻》
- 《紅燭》
- 《緹縈》
- 《清官冊》
- 《百花洲》
- 《慈禧全傳》（《慈禧前傳》、《玉座珠簾》、《清宮外史》、《母子君臣》、《胭脂井》、《瀛臺落日》）
- 《紫玉釵》
- 《百花洲》
- 《胡雪巖》（《胡雪巖》、《紅頂商人》、《燈火樓臺》） 聯經出版
- 《鴛鴦譜》
- 《狀元娘子》
- 《金縷鞋》聯經出版
- 《鐵面御史》
- 《小白菜》
- 《小鳳仙》
- 《乾隆韻事》
- 《烏龍院》
- 《翠屏山》
- 《正德外記》
- 《花魁》
- 《印心石》
- 《劉三秀》
- 《徐老虎與白寡婦》
- 《大將曹彬》
- 《楊門忠烈傳》
- 《金色曇花》
- 《粉墨春秋》
- 《陳光甫外傳》
- 《草莽英雄》（又名《琵琶怨》）
- 《石破天驚》
- 《血紅頂》
- 《紅樓夢斷》（《秣陵春》、《茂陵秋》、《五陵遊》、《延陵劍》聯經出版、《曹雪芹別傳》聯經出版、《三春爭及初春景》聯經出版、《大野龍蛇》聯經出版）
- 《野豬林》
- 《林沖夜奔》
- 《魚的喜劇》
- 《燈火樓臺》聯經出版
- 《林覺民》
- 《丁香花》
- 《李鴻章》
- 《恩怨江湖》
- 《假官真做》
- 《再生香》
- 《王昭君》（原名《漢宮春曉》）
- 《八大胡同》
- 《鳳尾香羅》聯經出版
- 《玉壘浮雲》
- 《醉蓬萊》
- 《安樂堂》
- 《水龍吟》聯經出版
- 《蘇州格格》聯經出版

### 其他
- 《文史覓趣》
- 《明末四公子》
- 《清末四公子》
- 《同光大老》
- 《柏臺故事》
- 《清朝的皇帝》
- 《明朝的皇帝》
- 《紅樓一家言》
- 《高陽說曹雪芹 （页面存档备份，存于）》聯經出版
- 《高陽說紅樓夢》
- 《高陽說詩》（獲1984年台灣中山文藝獎之文藝論著獎）聯經出版
- 《大故事》
- 《高陽雜文》
- 《翁同龢傳》
- 《古今味》
- 《古今食事》
- 《梅丘生死摩耶夢》聯經出版
- 《宮闈蒐秘》
- 《清幫》
- 《高陽出擊》

## 與他人合著
- 《筆與槍》
- 《獵及其他》

## 家庭
高陽晚婚，49歲才同空軍少將郝中和之女，22歲的郝天俠結婚，但因高陽不擅理財，經常和高利貸往來；婚後育有一女，取名議今，10年後離異。許議今成年後長期旅居歐洲。
1983年，結識小其19歲伴侶吳菊芬。
其姑丈為俞平伯；曾叔祖為光緒朝軍機大臣許庚身。

## 逸事
武俠作家古龍，亦酒中豪客。作家燕青曾對高陽驚嘆：「古龍豪飲，一大杯酒可以直接倒進肚子裡，仿佛可以省略喉管之旅。」高陽撲哧一笑，又搖頭：「這哪裡是喝酒，分明是在糟蹋酒。」雖然喝法不同，古龍確係高陽性格契合，酒道投緣的朋友。古龍英年而逝，生前好友購買48瓶XO威士忌灑向墳塋祭奠。高陽在場見證，既傷良友之逝，復感世事無常。更覺得人生有酒且須醉，一滴何曾到九泉。
大導演李翰祥系高陽好友，初進高門，連稱怪哉。因為大作家高陽的書房四壁兀立，根本見不到書，隨處可見的居然是成行成列的威士忌、白蘭地空酒瓶。其實，高陽非但自己就是一個兩腳書櫥，也藏書1500冊，不過另有安置所在。
傳記文學社長劉紹唐先生在憶高陽時說：
「我認識高陽，是在中央研究院，因為那兒有傅斯年圖書館，他常去那查資料，他查到什麼資料就很高興地扯著你不能走，我對高陽這種精神很佩服。」「高陽欠了我很多債，第一是鈔票的債；第二是文債，他答應了我的文章沒有交卷；第三是書債，他看了我的書喜歡的就拿走了，到現在不知拿走了多少書。講到文債，他已經開出題目來，第一個他要寫楊度，杜月笙周圍的八大文人之一。」「講到高陽的喝酒，是另有特色，當高陽拿起酒杯，是要講話的開始，他不像有的人你乾杯我乾杯的鬧酒，他不鬧酒，他喝酒時一定要向你，要向同桌的人講話，也許同桌的人只有少數人對他的話有興趣，他講什麼呢？他講詩，他另外講他新發現的資料，他很少喝得東倒西歪！」